# ベイト・ハヌーンの戦い
ベイト・ハヌーンの戦い（ベイト・ハヌーンのたたかい）は、2023年10月27日から2024年5月31日まで続いたイスラエルとパレスチナ国間の戦闘である。2023年12月18日、イスラエル軍はベイト・ハヌーンの制圧に成功、加えてハマースのベイト・ハヌーン大隊を壊滅させたと宣言した。しかし、町では抵抗運動が続き、イスラエル軍は12月24日に町から撤退した。その後、一部のパレスチナ武装勢力が再び町を支配するようになり、東へ撤退したイスラエル軍に対して攻撃を行った。

## 戦闘
10月27日、ハマスの軍事部門はガザ北部のベイト・ハヌーンでイスラエル国防軍（IDF）と対峙しており、「暴力的な交戦」が行われていると発表した。『Critical Threats』によると、IDFは、ベイト・ハヌーン郊外に規模は小さいものの、夜通しで侵攻を行っていたという。同日、ハマースは「イスラエル軍のベイト・ハヌーンへの地上侵攻を阻止することに成功した」と発表した。
10月31日、IDFはガザ市を包囲するため、ベイト・ハヌーン郊外に侵攻を再度開始し、掃討作戦を実施していると発表した。
11月1日、ハマースは、ベイト・ハヌーンでヤシン105対戦車擲弾を使い、イスラエル軍が使用する戦車メルカバを4両以上、その他装甲車数両を破壊したと述べた。 また、イッズッディーン・アル＝カッサーム旅団は、クワッドローターを使って、ベイト・ハヌーン近郊を移動していたIDF部隊に対して爆撃を行ったと主張した。翌日、『Critical Threats』は、IDFがベイト・ハヌーンを包囲し制圧するため、東方・南方から同時に進軍していると報じた。
11月4日、IDFによるベイト・ハヌーン侵攻中、ベイト・ハヌーン南北部にある主要な街路であるアル・カラメ通りで、戦闘が起きた。イッズッディーン・アル＝カッサーム旅団は、反イスラエル戦闘部隊がベイト・ハヌーンの地下トンネルを利用し、さまざまな武器でIDFの部隊を攻撃している映像を公開した。
11月11日、IDFは、ベイト・ハヌーンのブービートラップの仕掛けられた地下トンネルでイスラエル兵4人が死亡し、ベイト・ハヌーン北部での戦闘でも1人が死亡したと発表した。11月12日、IDFは数日前にベイト・ハヌーンを越えることに成功したと主張し、ベイト・ハヌーンの南で活動するIDFのハレル旅団を映したビデオを公開した。ハマース戦闘員は、当時の最前線はベイト・ハヌーンより西側であったが（ベイト・ハヌーンはIDF占領下）、前線を突破しベイト・ハヌーンでIDF部隊を攻撃していた。イッズッディーン・アル＝カッサーム旅団は、ベイト・ハヌーンの民家に避難していたIDF部隊に対して対人即席爆発装置（IED）を爆発させたと発表した。
11月9日、ベイト・ハヌーンは「死んだだけでなく、もはや存在しない」と揶揄されるほど、広範囲にわたって破壊されていることが報告された。
11月15日、ハマースがベイト・ハヌーンで、ヤシン105対戦車擲弾でイスラエル軍の車両を4台破壊したと発表した。
2023年12月18日、IDFはベイト・ハヌーンの完全制圧に成功したと発表。ベイト・ハヌーンで活動していたハマースの部隊は壊滅させたと主張した。
12月20日前後から、イスラエルはベイト・ハヌーンの統治に動き出していたが、ハマース側はドライブバイ・シューティング（走行中の車両から身を乗り出し、射撃を行うこと）など小火器でIDFへの攻撃を続けていた。
12月24日、IDFはパレスチナ武装勢力との激しい戦闘の中、ベイト・ハヌーンから撤退を決定。廃墟の有様となった町に戻った市民によると、車は一台も残らず町からなくなっていたという。尚IDFは引き続きベイト・ハヌーンに対して砲撃を行っている。
IDF撤退後、ベイト・ハヌーンに元々住んでいた住人は続々と帰還し始めた。しかし前述したように町のほとんどが破壊されており、住民は「すべての建造物が破壊された。ベイト・ハヌーンのほとんどが壊滅している」と語っていた。
12月26日、ハマースが即席爆発装置でトンネル内に残って活動を続けていたIDF部隊を攻撃した。
2024年1月15日、アル・クッズ旅団がベイト・ハヌーンからイスラエル南部に向けてロケット弾を発射した。同日、IDFが支配していたガザ北部にパレスチナ武装勢力が奪還作戦を実行していたため、その支援と考えられている。
3月9日、IDFクフィル旅団のネツァ・ユフダ大隊（第143師団）は、ベイト・ハヌーンに再度侵攻を開始。撤退後ベイト・ハヌーンに駐在するようになったパレスチナ武装勢力戦闘員に攻撃を行った。
4月4日、IDF第7643ゲフェン旅団（ガザ師団）とネツァ・イェフダ大隊（第900クフィル旅団 第99予備師団）もベイト・ハヌーンへの再侵攻・掃討作戦の実行を宣言し攻撃を開始。ハマース側の中隊長が死亡したことを発表した。
5月31日、IDFはジャバリアの戦いの終結を受けて、ベイト・ハヌーン含むガザ北部全域から撤退した。